# Nitardo
Nitardo (cerca de 800 - † 844 / 845 ou 858 / 859), neto de Carlos Magno, foi um cronista franco.

## Biografia

### O neto de carlos magno
Nitardo era filho de Berta, filha de Carlos Magno, e de Angilberto, um conselheiro próximo a Carlos Magno e seu filho Pepino da Itália. Ele tinha um irmão, Hartenido. Parece que os filhos de Angilberto e Berta nasceram fora do casamento.
Nitardo foi, portanto, o neto de Carlos Magno, o sobrinho do imperador Luís, o Piedoso e o primo de seus três filhos, Lotário, Luís, o Germânico e Carlos, o Calvo.
Ele foi, de facto, um membro importante da aristocracia carolíngia e, a este título, teve parte em decisões, preencheu várias missões importantes e foi testemunha de querelas que opunham a corte imperial aos três herdeiros de Luís, o Pio.
Ele foi um dos conselheiros de Carlos, o Calvo, após a divisão do Império Carolíngio.
Apesar de um leigo, ele era como seu pai, o abade de Saint-Riquier.

### Carreira política e militar
Nitardo foi nomeado, como seu pai Angilberto, conde de Ponthieu em 814. A sua autoridade estendia-se sobre o território entre o curso do Somme , no Sul, e o curso do rio Canche no norte. A sua missão era defender o litoral e o interior das incursões viquingues, que se intensificavam nesta época.
Ele foi eleito em data incerta, em detrimento do abade (abade laico) da Abadia de Saint-Riquier , como o seu pai antes dele.
Este foi um importante conselheiro do jovem Carlos, o Calvo, para quem realizou missões diplomáticas.
Ele também era um homem de guerra, que tomou parte nas guerras entre Carlos, o Calvo e Lotário I na batalha de Fontenoy, em 841, comandando com sucesso uma ala do exército.

### A morte de Nitardo
A data de sua morte é assunto para várias suposições por parte de historiadores especializados. De acordo com Joseph Calmette, Nitardo foi morto durante uma batalha entre o Carlos, o Calvo e Pepino II da Aquitânia, a 14 de Junho de 844  perto d'Angoulême. Outros historiadores, têm avançado a data de 15 de Maio em 845, em uma batalha contra os Vikings. Outra hipótese coloca a morte de Nitardo no ano 858-859 na luta contra os Vikings durante a sua devastação na Nêustria, e Amiénois · .
As causas de sua morte são determinadas. Seu crânio carrega cicatrizes de um golpe devastador durante uma luta .
De acordo com a Crónica da abadia de Saint-Riquier d'Hariulf, ele foi enterrado num sarcófago em Saint-Riquier ao lado de seu pai. Seus ossos são encontrados neste sarcófago de pedra de Asnières sob o portal da igreja da abadia, durante as escavações conduzidas pelo professor Bernard Honoré, em junho de 1989. No século XI, por ocasião de escavações organizadas pelo abade de Saint-Riquier Gervin, que estava procurando o túmulo de Angilberto, os restos de Nitardo foram redescoberto sob o pórtico da igreja. Um dos monges, um certo Mico, inscreveu uma longa lápide em seu túmulo .
Os supostos ossos de Nitardo, descobertos em 1989 na praça em frente à igreja da abadia de Saint-Riquier, são confiados a um antropólogo e, em seguida, "perdidos" por vários anos. Eles são encontrados no outono de 2011. Depois de ter sido consolidado no núcleo arqueológico departementais de Ribemont-sur-Ancre, o presidente do Conselho geral do Somme , voltando para a comuna de Saint-Riquier, a 9 de Março de 2012 . A identificação é baseada principalmente em um entalhe observado no crânio, mas este índice não é uma real demonstração.

## Obra
Ele foi um dos poucos historiadores de sua época, com Eginhard, que não era um homem da Igreja. A pedido do rei Carlos II, o Calvo, ele comprometeu-se em 841 a "estabelecer, por escrito, para a posteridade, a história dos acontecimentos do seu tempo" por suas Histórias em latim, em quatro livros, que vão desde a morte de carlos magno, em 814, até 843.
Ele tratou eventos de que ele era uma testemunha ocular e participante. O seu trabalho tende a justificar as políticas de Carlos, o Calvo, que tinha, segundo ele, nenhuma responsabilidade nos problemas do tempo, que foram o resultado das fraquezas de Luís, o Piedoso e das maquinações de Lotário I.
O primeiro livro é um elogio a Carlos Magno e, em seguida, descreve a impotência de Luís, o Piedoso, para manter o império ; o segundo livro conta as lutas abertas entre os três irmãos e termina na batalha de Fontenoy, a vitória de Luís o Germânico, e Carlos, o Calvo, contra o seu irmão Lotário I. O terceiro e o quarto livros são dedicados às manobras diplomáticas após a batalha de Fontenoy-en-Puisaye, até ao preliminar tratado de Verdun, onde Nitardo desempenhado um papel importante.
É no terceiro livro que Nitardo transcreve os juramentos de Estrasburgo, trocados a 14 de fevereiro de 842 entre seus primos, Luís e Carlos, ambos filhos de Luís, o Piedoso, que é o mais antigo exemplo conhecido de escrever em uma língua românica (do início do idioma de óleo).